# Kedrostis cogniauxii
Kedrostis cogniauxii är en gurkväxtart som beskrevs av Keraudr. Kedrostis cogniauxii ingår i släktet Kedrostis och familjen gurkväxter. Inga underarter finns listade i Catalogue of Life.